# Synagoga w Bochni (ul. Trudna)
Synagoga w Bochni – synagoga znajdująca się w Bochni przy ulicy Trudnej 13, dawniej zwanej ulicą generała Karola Świerczewskiego i poprzednio ul. Trudnej.
Budowę nowej synagogi gminnej rozpoczęto w 1932 roku. Miał to być najnowocześniejszy dom modlitwy w Bochni, jak i okolicy. W 1936 roku gmina rozpoczęła użytkowanie niedokończonej jeszcze synagogi, przez co została ukarana przez władze miasta wysoką grzywną. Budowa trwała do września 1939 roku, kiedy przerwał ją wybuch II wojny światowej.
W czasie wojny wykorzystywana była przez hitlerowców jako skład, fabryka dykty oraz wyrobów stolarskich, ale pełniła również nielegalnie funkcje kultowe. Po zakończeniu wojny synagoga przez krótki czas pełniła funkcje kultowe oraz mieściła siedzibę Kongregacji Wyznania Mojżeszowego w Bochni. Następnie była wykorzystywana jako magazyn, a później została opuszczona i niszczała. W 1988 roku przeprowadzono kapitalny remont budynku i przeznaczono go na siedzibę banku PKO BP. 
20 listopada 2019 roku był ostatnim dniem funkcjonowania bocheńskiego oddziału PKO Bank Polski w charakterystycznym budynku dawnej żydowskiej synagogi przy ul. Trudnej. Centrala zdecydowała o sprzedaży nieruchomości, a placówka zmieniła lokalizację. Od 25 listopada 2019 roku PKO Bank Polski działa w lokalu przy ul. Kazimierza Wielkiego 18. Nieruchomość nabył prywatny przedsiębiorca.